# Agrément en droit français
Pour un article plus général, voir Agrément.
 (aout 2024).
Motif : manque de sources centrées. C'est sur la notion d'agrément en droit des sociétés qu'on semble pouvoir trouver le plus de sources, par exemple https://hal.science/tel-02276785/ ou https://hal.science/halshs-02257951/
En droit français, l'agrément est la reconnaissance officielle qui émane d'une autorité reconnue, qu'une personne possède la formation et les qualités nécessaires pour recevoir un titre professionnel et qu’elle rencontre les critères spécifiques de compétences associés à la pratique dans son domaine d'expertise.

## Endroit administratif

### Au niveau des autorisations
L'agrément peut être, entre autres sens, une autorisation administrative d'exercer une profession, une activité dans un domaine déterminé.
L'administration intervient pour autoriser ou non une activité dans ce domaine, lorsqu'il est particulièrement sensible ; lorsqu'une erreur ou une intention malveillante, dans l'activité peut être réellement nuisible pour l'usager.
On parle par exemple, de l'agrément des sociétés de sécurité privée, en France, qui autorise une entreprise à exercer des activités de gardiennage et de surveillance : cet agrément permet aux services compétents de vérifier les compétences des dirigeants, et leurs antécédents judiciaires, avant de permettre à l'entreprise de fonctionner réellement.

### Endroit des associations
On parle également de l'agrément des associations :
- agrément éducation nationale, permettant aux associations de proposer des activités dans le respect des projets d'école et d'établissement[1].
- agrément de défense des consommateurs, des locataires (autorise une association à fournir des conseils juridiques personnalisés, concernant la consommation, la location, à ses adhérents, et à les défendre, voire à les représenter en justice) ;
- agrément au titre de l'environnement, permettant notamment à ces associations de se porter partie civile (Article L142-2 du Code de l'environnement[2]) ;
- agrément d'éducation populaire (autorise une association à organiser des événements liés à l'éducation populaire, ou à percevoir des subventions dans ce domaine).
- agrément sportif (attribué par le Ministère des Sports après instruction par ses représentations départementales, l'agrément sportif reconnaît à une association œuvrant dans le domaine sportif des compétences liées à son fonctionnement associatif, comptable et démocratique). L'association est reconnue capable de faire fonctionner réglementairement une structure statutaire conforme et de réaliser des événements concernant l’enseignement et l'animation dans le domaine sportif. Les associations sportives agréées sont réputées être d'utilité générale dans la mesure où elles secondent l’État dans l'organisation et l'enseignement du sport. Elles peuvent recevoir à ce titre des subventions de l’État ou des dons des particuliers déductibles des impôts. En plus de l'agrément, une Fédération par discipline sportive reçoit une délégation de pouvoirs de l’État, qui lui reconnaît une mission de service public. Cette délégation de pouvoir octroie à une Fédération le droit d'organiser la discipline — par exemple le tir à l'arc — de façon plus complète, de définir de grandes orientations et d'organiser des championnats nationaux précédés, s'il y a lieu, de sélections régionales, départementales, etc.
- dans le pur domaine associatif, l'agrément est non seulement une autorisation d'exercer telle ou telle compétence ; mais aussi la porte ouverte à bien d'autres actions. Par exemple, une association agréée de défense des locataires sera invitée à certaines instances de représentation des locataires.

## Endroit des sociétés
L'agrément est la procédure par laquelle les associés de certaines sociétés approuvent ou refusent la cession ou la transmission de parts ou d'action à une personne. Cette procédure est parfois prévue et organisée dans les statuts de la société dans une clause dite « clause d'agrément ».

## Droit bancaire
« Agrémenté » peut également être employé à titre d'adjectif en complément d'un sujet pour confirmer le droit d'agrément. Exemple : les banques sont agrémentées pour la gestion des comptes de leurs clients.